# Kaj Arnö
Kaj Sigurd Ademar Arnö, född 29 juni 1963 i Helsingfors, är en finlandssvensk IT-företagare och kolumnist. Han är sedan 2016 (även) tysk medborgare och bor sedan 2006 i Tyskland. Han är tidigare Vice President med ansvar för MySQL-på MySQL AB, Sun Microsystems och Oracle Corporation, samt nuvarande verkställande direktör på MariaDB Foundation.

## Biografi

### Studier
Arnö studerade teknisk fysik vid tekniska högskolan i Helsingfors och är vid sidan av diplomingenjör även MBA från Svenska handelshögskolan Hanken. 

### MySQL & MariaDB
Arnö grundade 1987 tillsammans med sina studiekamrater Mårten Mickos och Björn Heir företaget Polycon Ab, där han var VD till 2001, då MySQL AB köpte bolagets MySQL-relaterade verksamhet. Arnö innehade olika poster på MySQL AB, som 2008 köptes av Sun Microsystems, vilket i sin tur köptes av Oracle Corporation 2009.
År 2010 grundade Arnö tillsammans med Michael Widenius och några andra kolleger från MySQL-tiden bolaget SkySQL, som numera heter MariaDB Corporation Ab och koncentrerar sig på MySQL-forken MariaDB.
Sedan 1 januari 2019 är Kaj Arnö verkställande direktör för MariaDB Foundation.

### Skribent
Arnö var månatlig kolumnist åren 2008-2021 i affärsmagasinet Forum för ekonomi och teknik, med årligen varierade temata. Hans första tema var fusionen mellan MySQL AB och Sun Microsystems. Arnö var kolumnist åren 2015-2021 på Svenska Yles kultursidor. Arnö är kolumnist i Åbo Underrättelser sedan år 2021.

### Wikipedia
Arnö grundade föreningen Projekt Fredrika r.f. år 2018 med målet att förbättra täckningen av det svenska i Finland på Wikipedia, på svenska och andra språk. Arnö är styrelsemedlem i Wikimedia Finland sedan år 2021.

### Övrigt
Den 1 juli 2020 var Arnö sommarpratare i Yle Radio Vega.